# Behind Bars
Behind Bars är 88 Fingers Louies debutalbum, utgivet 1995. Albumet utgavs i Europa av svenska skivbolaget Bad Taste Records 1996.

## Låtlista
1. "Pent Up" - 3:27
2. "Explanation" - 1:41
3. "Outright Lies" - 2:47
4. "Had My Chance" - 2:53
5. "Smart Enough to Run" - 3:05
6. "Holding Back" - 1:36
7. "My Little World" - 3:23
8. "Blink" - 2:49
9. "I've Won" - 1:35
10. "Something I Don't Know" - 2:10
11. "Family Resemblance" - 2:39
12. "I Hate Myself" - 9:47

### Fotnoter
1. ↑  ”Behind Bars”. Discogs.com. http://www.discogs.com/88-Fingers-Louie-Behind-Bars/release/374534. Läst 8 januari 2012.